# VVL

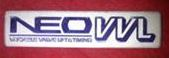
VVL Neo

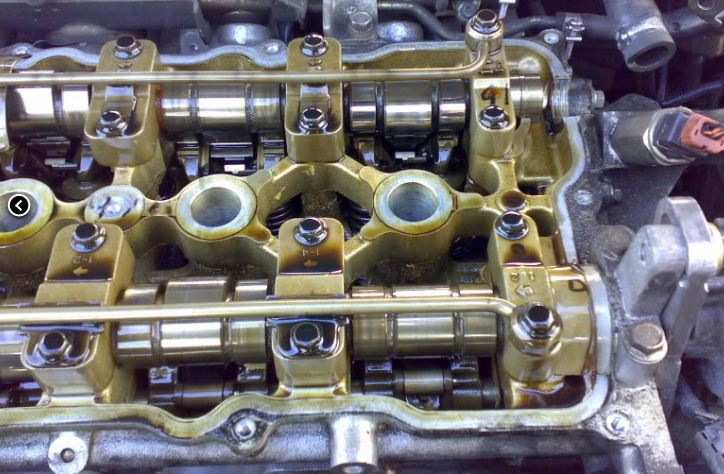
Silnik SR20VE oraz wałki rozrządu z 3 krzywkami na cylinder

VVL,(ang. Nissan Ecology Oriented Variable Valve Lift and Timing) - system sterowania rozrządem poprzez przełączanie krzywek znajdujących się na wałku rozrządu opracowany przez Nissana. Umożliwia zmianę czasu otwarcia oraz wzniosu zaworów. Jest to system zbliżony do systemu VTEC, ale lewa i prawa krzywka posiadają ten sam profil. Przy niskich obrotach obydwa zawory są niezależnie napędzane przez krzywki o krótkim czasie otwarcia i niskim wzniosie. Przy wysokich obrotach wszystkie 3 dźwignie zostają spięte razem i napędzane przez krzywkę zapewniającą długi czas otwarcia i wysoki wznios. To rozwiązanie stosowane jest w układzie rozrządu typu DOHC zarówno na wałku ssącym, jak i wylotowym. Jest to system 3-stopniowy:
- 1 Faza (niskie obroty) - zarówno zawory dolotowe jak i wylotowe pracują przy ustawieniach typowych dla niskich obrotów. Zawory otwierają się w niewielkim stopniu, co sprzyja lepszemu napełnianiu cylindra. Mieszanka spalana jest dokładniej i efektywniej, dzięki czemu moc silnika oraz przebieg krzywej momentu obrotowego są bardzo korzystne, a przy tym zużycie paliwa jest na niskim poziomie. Kultura pracy jednostki napędowej jest przy tym bardzo wysoka.
- 2 Faza (średnie obroty) - zawory dolotowe pracują już na ustawieniach dla szybkich obrotów, natomiast zawory wylotowe na ustawieniach dla niskich obrotów
- 3 Faza (wysokie obroty) - zarówno zawory dolotowe jak i wylotowe pracują na ustawieniach dla wysokich obrotów. Zawory mają wówczas znacznie większy skok, a ich czas otwarcia jest dłuższy. Cylindry są jeszcze lepiej napełniane mieszanką paliwowo-powietrzną, co wpływa na maksymalne osiągi mocy i momentu obrotowego.

## Silniki Neo VVL

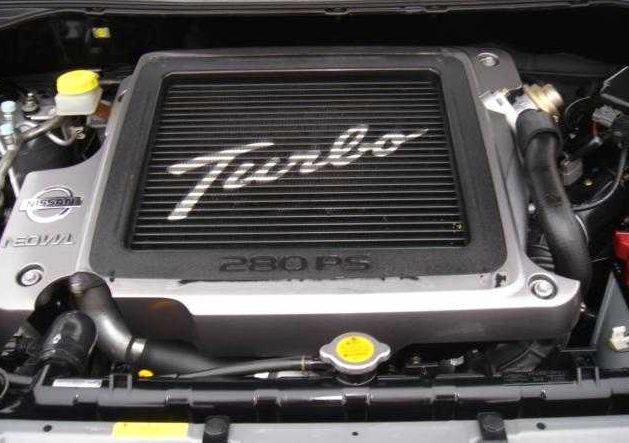
Silnik SR20VET

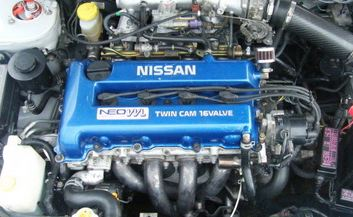
Silnik SR16VE

- SR20VE[1] - najbardziej popularny silnik Nissana z systemem VVL. Silnik rzędowy czterocylindrowy o pojemności 2 litrów, który posiadał dwie wersje:

1. 187-konna wersja rozwijająca 197 Nm. Montowana była w latach 1997-2001.
2. 204-konna wersja rozwijająca 206 Nm. Instalowana w roku 2001 w modelu Primera.

- SR16VE[2] - posiada ten sam blok silnika co wcześniejsza SR20VE. Rzędowy czterocylindrowy silnik o pojemności 1.6 litra posiada bardziej agresywną specyfikację wałków rozrządu niż jego 2-litrowy odpowiednik. Osiąga moc 173 koni mechanicznych oraz 161 Nm. Montowany w latach 1997-2001 w modelach Sunny oraz Pulsar VZ-R.
- SR20VET – najmocniejszy jak dotąd silnik VVL. Jest to turbodoładowana jednostka SR20VE z turbosprężarką Garrett GT2560R osiągająca moc 280 koni mechanicznych i 309 Nm. Silnik ten montowano w sprzedawanym tylko na rynku japońskim Nissanie X-Trail GT.